# Edema macular
Um edema macular ocorre quando depósitos de fluidos e proteínas se acumulam sobre ou sob a mácula do olho, uma região central amarelada da retina, tornando a mais espessa e inchada. Isso pode prejudicar a visão da pessoa afetada.